# Chris Roberts (videogiochi)
Chris Roberts (Redwood City, 27 maggio 1968) è un autore di videogiochi, programmatore, produttore e regista di film statunitense.
È noto per aver creato la popolare serie Wing Commander mentre era impiegato alla Origin Systems. Attualmente è impegnato in una raccolta di fondi per il videogioco Star Citizen.

## Biografia
Nato a Redwood City, California negli Stati Uniti d'America, Roberts cresce a Manchester, in Inghilterra. Frequenta la stessa scuola per compositori di musica per computer di Martin Galway. Da adolescente crea diversi videogiochi per la BBC Micro, tra cui Stryker's Run.

### Origin Systems
Roberts ritorna negli Stati Uniti nel 1986 trovando lavoro alla Origin Systems. Qui crea Times of Lore, pubblicato nel 1988. L'interfaccia del gioco avrà una forte influenza su altri prodotti della Origin come la popolare serie Ultima. Un sistema di gioco simile verrà poi utilizzato nel successivo lavoro di Roberts per la Origin, Bad Blood (1990). Il lavoro più noto di Roberts resta però sicuramente Wing Commander, pubblicato nel 1990 e che avrà subito un clamoroso successo. Wing Commander (e il Media franchise che ne è derivato) diviene presto il prodotto di maggior successo della Origin, eclissando anche la serie Ultima . Roberts non sarà invece direttamente coinvolto nel sequel Wing Commander II, che si limiterà a produrre, e si concentra invece su Strike Commander. Presentato in anteprima al pubblico nell'estate del 1991 al CES, il progetto soffrirà in seguito di numerosi ritardi e non sarà messo in commercio fino al 1993. Subito dopo Roberts ritorna a Wing Commander per definire il concetto originale per lo spin-off Wing Commander: Privateer (prodotto dal fratello, Erin), oltre ad impegnarsi attivamente su Wing Commander III e Wing Commander IV con Mark Hamill nel ruolo del Colonnello Christopher Blair. Per questi sequel, Roberts dirige le scene cinematografiche in live-action.
In omaggio alle tradizioni della Origin Systems, la residenza di Chris Roberts alla periferia di Austin viene battezzata Commander's Ranch, un riferimento alla serie Wing Commander.

### Digital Anvil
Nel 1996 lascia la Origin e fonda la Digital Anvil con il direttore vendite nazionale della EA PC Marten Gerald Davies, il produttore della Origin Tony Zurovec, ed il fratello Erin. Il neonato studio comincia l'attività ad Austin e per diversi anni lavora in sordina, stipulando nel 1997 un contratto di pubblicazione con la Microsoft.
Roberts dichiara che con la Digital Anvil desidera produrre film e giochi. La versione del 1999 del lungometraggio di Wing Commander - Attacco alla Terra diretto da Roberts stesso, interpretato da Freddie Prinze Jr. e con effetti visivi della stessa Digital Anvil, fu un insuccesso sia dal punto di vista commerciale che della critica.
Il primo gioco completato dalla Digital Anvil è Starlancer ed esce nel 2000 con una discreta accoglienza da parte della critica . Sviluppato esternamente dalla Warthog, il gioco viene prodotto dai fratelli Roberts, e presenta solo alcuni contributi della Digital Anvil. La società poco dopo viene acquisita dalla Microsoft, che vende due dei progetti della Digital Anvil alla Ubisoft. A seguito dell'acquisizione Roberts lascia l'azienda, abbandonando la posizione di direttore del suo ambizioso progetto Freelancer , pur rimanendo per un certo periodo col ruolo di consulente. Il gioco verrà comunemente considerato un vaporware a causa dei ritardi accumulati per la data di uscita, promessa per il 2001 ma soggetta a contuinui slittamenti fino alla pubblicazione definitiva solo nel 2003 e con caratteristiche marcatamente diverse rispetto ai piani iniziali . Viene accolto molto favorevolmente con un punteggio Metacritic dell'85%.

### Point of No Return Entertainment/Ascendant Pictures
Dopo aver lasciato la Digital Anvil, Roberts fonda la Point of No Return Entertainment, progettando di produrre film, televisione e giochi. Tuttavia, nessun progetto della neonata casa si concretizzerà. Nel 2002 fonda quindi la Ascendant Pictures e collabora come produttore in una serie di produzioni di Hollywood tra cui l'adattamento di The Punisher, The Jacket e Lord of War.

### Cloud Imperium Games Corporation
Nel 2011 Chris Roberts fonda la Cloud Imperium Games Corporation ed insieme al suo socio in affari e da lungo tempo suo avvocato internazionale Ortwin Freyermuth, comincia a lavorare su un nuovo gioco. Un sito teaser per il suo nuovo gioco, lanciato in rete il 10 settembre 2012 su http://robertsspaceindustries.com/.
Il 10 ottobre 2012 la Cloud Imperium Games lancia una campagna di crowdfunding dal sito web della Roberts Space Industries con l'obiettivo dichiarato di raccogliere tra i due e i quattro milioni di dollari per produrre un gioco di simulazione spaziale per PC in modalità sandbox. Lo sviluppo del gioco inizia subito su una versione modificata del motore di gioco CryEngine 3. Il progetto promette di integrare un tradizionale gioco in stile campagna militare denominato Squadron 42 con un gioco in universo persistente chiamato Star Citizen. Il 18 ottobre 2012, su richiesta dei fan, viene lanciata una campagna Kickstarter sempre sul sito web della Roberts Space Industries. Il 19 novembre 2012, quando le campagne combinate vengono dichiarate concluse, saranno stati raccolti 6 238 563 dollari: circa 4,1 milioni dalla campagna RSI e circa 2,1 dalla campagna Kickstarter. Vengono quindi superati tutti gli obiettivi fissati per la campagna e viene infranto il record di crowfunding per l'induistria dei videogiochi, sia per fondi ricevuti che per numero di sostenitori.
Chris Roberts aveva dichiarato che se fossero stati raccolti almeno 23 milioni di dollari nel corso della campagna di crowdfunding, non sarebbero stati ammessi investitori o sviluppatori esterni. Questo obiettivo viene raggiunto 18 ottobre 2013.
Il 25 febbraio 2014 la raccolta raggiunge 39 milioni di dollari.
Star Citizen viene sviluppato utilizzando un approccio modulare. Il primo modulo (denominato Hangar Module)viene pubblicato il 29 ago 2013 per farlo coincidere con la prima presentazione del gioco alla fiera Gamescom 2013 e permette al giocatore di visualizzare alcune navi che sono previste per il gioco. Il modulo Dog-Fighting viene annunciato per la fine di dicembre del 2013 ma è stato rimandato.